# Towers Watson
Towers Watson & Co. es una empresa estadounidense de servicios profesionales. Sus principales líneas de negocio son la gestión de riesgos y consultoría de recursos humanos. También cuenta con prácticas de consultoría actuarial y de inversión. Las oficinas corporativas de Towers Watson se encuentran en Nueva York .
Towers Watson se formó el 4 de enero de 2010, por la fusión de Towers Perrin y Watson Wyatt Worldwide. La fusión creó la firma de consultoría, dedicada a recursos humanos, más grande del mundo por ingresos. Towers Watson cuenta con 14.000 empleados en 35 países y se espera que tenga  ingresos de US $ 3,6 mil millones por año.
John Haley es el Consejero Delegado y Presidente de la Junta Directiva, ex director general de Watson Wyatt .El primer Director de Operaciones de la firma, Presidente y Vicepresidente fue Mark Mactas, el ex director general de Towers Perrin.

## Historia
Towers Watson es el sucesor de R. Watson & Sons, que se formó en el Reino Unido en 1878.  B.E Wyatt fundó "The Wyatt Company" como una empresa de consultoría actuarial en los EE. UU. con siete cofundadores en 1946. Las dos empresas formaron una alianza mundial bajo la marca Watson Wyatt Worldwide en 1995 y formalmente se fusionaron en agosto de 2005.
Towers, Perrin, Forster & Crosby se establecieron en los EE. UU. en 1934, aunque una de sus empresas predecesoras, la aseguradora Henry W. Brown & Co. , fue fundada en 1871. En 1987, la empresa acortó su nombre a Towers Perrin.
El 28 de junio de 2009, las dos empresas anunciaron que se fusionarían, esperando la aprobación por parte de los accionistas y los organismos reguladores, en una fusión entre iguales. La aprobación regulatoria fue concedida por divisiones antimonopolio de los EE. UU. y la Unión Europea y los accionistas aprobaron la fusión en reuniones separadas el 18 de diciembre.
En noviembre del 2010 , se anunció que Towers Watson había firmado un acuerdo definitivo para adquirir "EMB Consultancy". EMB  era una empresa especializada en consultoría en temas de propiedad y daños. EMB también tenía software para tratar la fijación de precios, la reserva, el análisis de suavizado espacial, el capital y modelos de riesgo.  El acuerdo se completó a partir del 1 de febrero de 2011.
El 11 de diciembre de 2015, se anunció que Towers Watson se fusionaba entre iguales con Willis Group.